# Tir aux Jeux olympiques d'été de 2012 - Trap femmes
Navigation
Pékin 2008 Rio de Janeiro 2016
L'épreuve féminine du trap (appelé également fosse olympique) des Jeux olympiques d'été de 2012 se déroule aux Royal Artillery Barracks à Londres, le 4 août 2012.

## Format de la compétition
L'épreuve se compose d'un tour de qualification et d'une finale. En qualification, chaque tireur effectue 3 séries de 25 tirs, avec 10 cibles venant de la gauche, 10 de la droite et 5 venant de devant. Les tireuses peuvent utiliser 2 cartouches par cible. Les 6 meilleurs tireuses en qualification se qualifient pour la finale.
Lors de la finale, les athlètes effectuent une nouvelle série de 25 tirs, avec cette fois une seule cartouche par cible. Le score total des 100 tirs détermine le classement final et l'attribution des médailles.

## Médaillées
| Or            | Argent             | Bronze                |
| Jessica Rossi | Zuzana Štefečeková | Delphine Réau-Racinet |

## Qualification
| Rang | Athlète               | Pays            | 1  | 2  | 3  | Total | Notes           |
| ---- | --------------------- | --------------- | -- | -- | -- | ----- | --------------- |
| 1    | Jessica Rossi         | Italie          | 25 | 25 | 25 | 75    | RM,Q            |
| 2    | Zuzana Štefečeková    | Slovaquie       | 24 | 25 | 24 | 73    | Q               |
| 3    | Suzanne Balogh        | Australie       | 24 | 23 | 25 | 72    | Q               |
| 4    | Delphine Réau-Racinet | France          | 25 | 25 | 22 | 72    | Q               |
| 5    | Alessandra Perilli    | Saint-Marin     | 25 | 24 | 22 | 71    | Q               |
| 6    | Fátima Gálvez         | Espagne         | 23 | 25 | 22 | 70    | Barrage : 12, Q |
| 7    | Satu Mäkelä-Nummela   | Finlande        | 22 | 24 | 24 | 70    | Barrage : 11    |
| 8    | Elena Tkach           | Russie          | 23 | 22 | 25 | 70    | Barrage : 6     |
| 9    | Kimberly Rhode        | États-Unis      | 23 | 21 | 24 | 68    |                 |
| 10   | Lin Yi-chun           | Taipei chinois  | 22 | 23 | 22 | 68    |                 |
| 11   | Corey Cogdell         | États-Unis      | 25 | 22 | 21 | 68    |                 |
| 12   | Liu Yingzi            | Chine           | 23 | 22 | 22 | 67    |                 |
| 13   | Nihan Kantarcı        | Turquie         | 24 | 21 | 21 | 66    |                 |
| 14   | Daina Gudzinevičiūtė  | Lituanie        | 24 | 22 | 20 | 66    |                 |
| 15   | Yukie Nakayama        | Japon           | 20 | 23 | 22 | 65    |                 |
| 16   | Charlotte Kerwood     | Grande-Bretagne | 22 | 19 | 23 | 64    |                 |
| 17   | Sonja Scheibl         | Allemagne       | 20 | 22 | 22 | 64    |                 |
| 18   | Ray Bassil            | Liban           | 22 | 22 | 20 | 64    |                 |
| 19   | Kang Gee-eun          | Corée du Sud    | 19 | 22 | 21 | 62    |                 |
| 20   | Shagun Chowdhary      | Inde            | 23 | 17 | 21 | 61    |                 |
| 21   | Yasmina Mesfioui      | Maroc           | 17 | 24 | 20 | 61    |                 |
| 22   | Gaby Ahrens Diana     | Namibie         | 20 | 21 | 18 | 59    |                 |

## Finale
| Rang                                | Athlète               | Pays        | Qual | Final | Total | Notes       |
| ----------------------------------- | --------------------- | ----------- | ---- | ----- | ----- | ----------- |
| Médaille d'or, Jeux olympiques      | Jessica Rossi         | Italie      | 75   | 24    | 99    | RM, RO      |
| Médaille d'argent, Jeux olympiques  | Zuzana Štefečeková    | Slovaquie   | 73   | 20    | 93    | Barrage : 3 |
| Médaille de bronze, Jeux olympiques | Delphine Réau-Racinet | France      | 72   | 21    | 93    | Barrage : 2 |
| 4                                   | Alessandra Perilli    | Saint-Marin | 71   | 22    | 93    | Barrage : 1 |
| 5                                   | Fátima Gálvez         | Espagne     | 70   | 17    | 87    |             |
| 6                                   | Suzanne Balogh        | Australie   | 72   | 15    | 87    |             |

## Sources
- Le site officiel du Comité international olympique
- Site officiel de Londres 2012